# Poa irkutica
Poa irkutica är en gräsart som beskrevs av Roman Julievich Roshevitz. Poa irkutica ingår i släktet gröen, och familjen gräs. Inga underarter finns listade i Catalogue of Life.